# فردیا والش-پیلو
فردیا والش-پیلو (انگلیسی: Ferdia Walsh-Peelo؛ زادهٔ ۱۲ اکتبر ۱۹۹۹) خواننده-ترانه‌پرداز، موسیقی‌دان و بازیگر اهل ایرلند است.
از فیلم‌ها یا برنامه‌های تلویزیونی که وی در آن نقش داشته‌است، می‌توان به تپانچه، خیابان آواز، کودا و وایکینگ‌ها اشاره کرد.